# Campeonato da Europa de Nações
O Campeonato da Europa de Nações ou  Campeonatos da Europa de Equipas (em inglês: European Team Championships ou European Athletics Championships) é uma competição de atletismo onde, num total de quatro divisões ou ligas, participam diferentes países da Europa. É a sucessora da finda Taça da Europa.

## História
A ideia da Taça foi desenvolvida por Bruno Zauli, presidente do Comité Europeu da Associação Internacional de Federações de Atletismo (IAAF, International Association of Athletics Federations), pretendendo-se criar uma competição onde todas estas pudessem defrontar-se numa série de provas de atletismo. Embora Zauli tenha morrido escassos meses antes do lançamento da primeira Taça, a competição não mais deixou de se fortalecer.
Em 2008 decidiu-se modificar a competição, adoptando um formato novo. Existem agora quatro divisões ou ligas, compostas por 20 provas masculinas e igualmente 20 provas femininas. A Super Liga e a Primeira Liga contam, cada uma, com doze equipas nacionais; enquanto na Segunda e a Terceira Ligas encontramos oito e, catorze equipas, respectivamente. A classificação de cada equipa é apurada pela combinação dos pontos obtidos pelos atletas de ambos os sexos, ao invés de se individualizarem as competições masculina e feminina.

## Competição
| Édição | Data           | Liga       | Cidade/Pais     | Vencedor     | 2º Lugar             | 3º Lugar             |
| ------ | -------------- | ---------- | --------------- | ------------ | -------------------- | -------------------- |
| 2009   | 20 – 21 junho  | Super liga | Leiria          | Alemanha     | Rússia               | Reino Unido          |
| 2009   | 20 – 21 junho  | 1ª liga    | Bergen          | Bielorrússia | Finlândia            | Noruega              |
| 2009   | 20 – 21 junho  | 2ª liga    | Banská Bystrica | Lituânia     | Irlanda              | Letônia              |
| 2009   | 20 – 21 junho  | 3ª liga    | Sarajevo        | Israel       | Moldávia             | Dinamarca            |
| 2010   | 19 – 20 junho  | Super liga | Bergen          | Rússia       | Reino Unido          | Alemanha             |
| 2010   | 19 – 20 junho  | 1ª liga    | Budapest        | Chéquia      | Suécia               | Portugal             |
| 2010   | 19 – 20 junho  | 2ª liga    | Belgrade        | Suíça        | Croácia              | Áustria              |
| 2010   | 19 – 20 junho  | 3ª liga    | Marsa           | Dinamarca    | Bulgária             | Chipre               |
| 2011   | 18 – 19 junho  | Super liga | Stockholm       | Rússia       | Alemanha             | Ucrânia              |
| 2011   | 18 – 19 junho  | 1ª liga    | Izmir           | Turquia      | Grécia               | Noruega              |
| 2011   | 18 – 19 junho  | 2ª liga    | Novi Sad        | Estónia      | Bulgária             | Sérvia               |
| 2011   | 18 – 19 junho  | 3ª liga    | Reykjavík       | Israel       | Chipre               | Moldávia             |
| 2013   | 22 – 23 junho  | Super liga | Gateshead       | Rússia       | Alemanha             | Reino Unido          |
| 2013   | 22 – 23 junho  | 1ª liga    | Dublin          | Chéquia      | Suécia               | Países Baixos        |
| 2013   | 22 – 23 junho  | 2ª liga    | Kaunas          | Eslováquia   | Lituânia             | Sérvia               |
| 2013   | 22 – 23 junho  | 3ª liga    | Banská Bystrica | Eslovênia    | Letônia              | Moldávia             |
| 2014   | 21 – 22 junho  | Super liga | Brunswick       | Alemanha     | Rússia               | Polónia              |
| 2014   | 21 – 22 junho  | 1ª liga    | Tallinn         | Bielorrússia | Noruega              | Finlândia            |
| 2014   | 21 – 22 junho  | 2ª liga    | Riga            | Suíça        | Letônia              | Bulgária             |
| 2014   | 21 – 22 junho  | 3ª liga    | Tbilissi        | Chipre       | Islândia             | Israel               |
| 2015   | 20 – 21 junho  | Super liga | Tcheboksary     | Rússia       | Alemanha             | França               |
| 2015   | 20 – 21 junho  | 1ª liga    | Héraklion       | Chéquia      | Grécia               | Países Baixos        |
| 2015   | 20 – 21 junho  | 2ª liga    | Stara Zagora    | Dinamarca    | Bulgária             | Hungria              |
| 2015   | 21 – 22 junho  | 3ª liga    | Baku            | Eslováquia   | Áustria              | Israel               |
| 2017   | 23 – 25 junho  | Super liga | Lille           | Alemanha     | Polónia              | França               |
| 2017   | 23 – 25 junho  | 1ª liga    | Vaasa           | Suécia       | Finlândia            | Suíça                |
| 2017   | 24 – 25 junho  | 2ª liga    | Tel Aviv        | Hungria      | Eslováquia           | Lituânia             |
| 2017   | 24 – 25 junho  | 3ª liga    | Marsa           | Luxemburgo   | Bósnia e Herzegovina | Geórgia              |
| 2019   | 9 – 11 agosto  | Super liga | Bydgoszcz       | Polónia      | Alemanha             | França               |
| 2019   | 9 – 11 agosto  | 1ª liga    | Sandnes         | Portugal     | Bielorrússia         | Noruega              |
| 2019   | 10 – 11 agosto | 2ª liga    | Varaždin        | Estónia      | Eslovênia            | Dinamarca            |
| 2019   | 10 – 11 agosto | 3ª liga    | Skopje          | Islândia     | Sérvia               | Bósnia e Herzegovina |